# Kétlaki macskagyökér
A kétlaki macskagyökér (Valeriana dioica) a mácsonyavirágúak rendjébe és a loncfélék (Caprifoliaceae) családjába tartozó növényfaj.

## Leírása
A tőlevelek épek, tojásdadok, a páratlanul szárnyasan összetett szárlevelek levélkéi legtöbbször ép szélűek. A növény általában kétlaki. Májusban virágzik, virágzata háromrészes álernyős. Kicsiny virágai 1,5 mm nagyságúak, a színük a fehértől a fényes rózsaszínig váltakozhat. Termése egymagvú kaszat.

## Élőhelye
Mérsékelt éghajlatú területeken fordul elő, kb. 1800 m tszf-ig. Lápréteken jellemző. A Mátrában megtalálhatóak állományai.

## Források

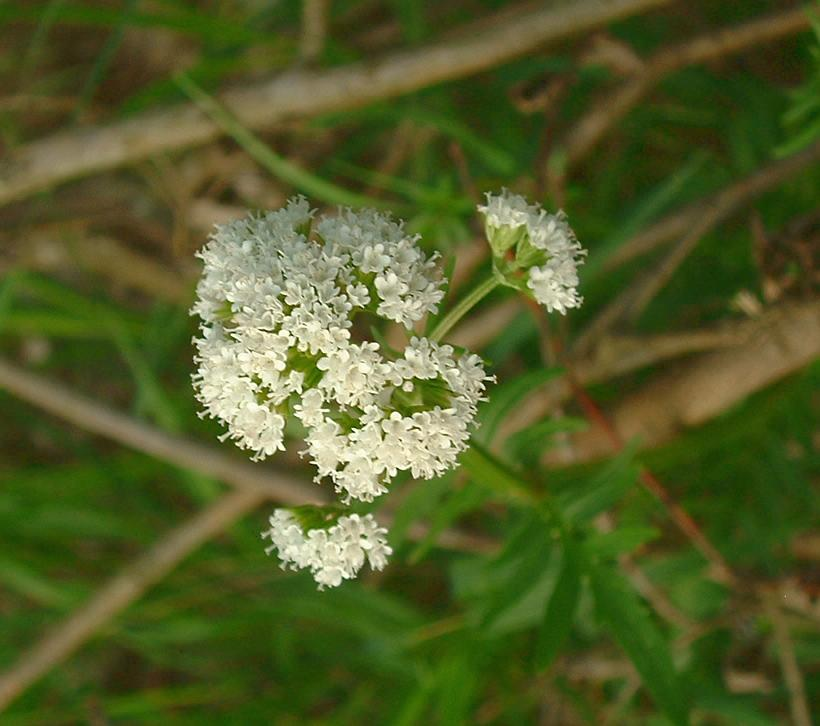
A kétlaki macskagyökér virágzata